# Calyptranthes nummularia
Calyptranthes nummularia är en myrtenväxtart som beskrevs av Otto Karl Berg. Calyptranthes nummularia ingår i släktet Calyptranthes och familjen myrtenväxter. Inga underarter finns listade i Catalogue of Life.